# Tylopus hilaris
Tylopus hilaris är en mångfotingart som först beskrevs av Carl Graf Attems 1938.  Tylopus hilaris ingår i släktet Tylopus och familjen orangeridubbelfotingar. Inga underarter finns listade i Catalogue of Life.